# 3608 Kataev
3608 Kataev è un asteroide della fascia principale. Scoperto nel 1978, presenta un'orbita caratterizzata da un semiasse maggiore pari a 3,3805067 UA e da un'eccentricità di 0,1452275, inclinata di 11,03754° rispetto all'eclittica.
L'asteroide è dedicato allo scrittore russo Valentin Petrovič Kataev.